# Delena melanochelis
Delena melanochelis là một loài nhện trong họ Sparassidae. Chúng được Embrik Strand miêu tả năm 1913.